# Історія України-Русі (Аркас)
Історія України-Русі — популярний нарис історії України митця та громадського діяча Миколи Аркаса.
Робота над книгою тривала принаймні з 1901 року. Як вказує історик Віталій Сарбей у передмові до видання книги 1990 року, нарис був задуманий для навчання онука Миколи. Однак проведена дослідницька робота, відозви рецензентів і потреби доби (зростання українського руху після 1905 року) переконали видати книгу значним (7000 примірників) тиражем.

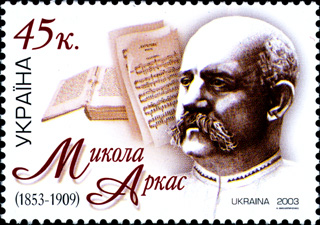
Микола Аркас з «Історією України-Русі» та нотами до опери «Катерина» на поштовій марці, випущеній в Україні до його 150-річчя

Перше видання книги було здійснене 1908 року в Петербурзі, в друкарні товариства рос. "Общественная польза". Редактор Василь Доманицький опрацював рукопис і особисто наглядав за його друкуванням. Видання було розпродане всього за місяць, отримало чимало схвальних відозв як доступний простому читачеві підручник для вивчення історії України.

## Зміст
Книга складається з передмов, вступу та кількох розділів-періодів, що охоплюють періоди історії від прадавніх часів до початку XX століття, списків малюнків і мап. Деякі видання містять також лист із правками помилок і коментарі. Кількість періодів різниться. У виданні 1908 року їх налічується дев'ять:
- Період перший — Скифо-Сарматський.
- Період другий — Київський (до року 1170).
- Період третій — Галицький (1087—1340).
- Період четвертий — Литовський (1320—1501).
- Період п'ятий — Польський (1501—1647).
- Період шостий — Гетьманський (1647—1663).
- Період сьомий — Руїна (1663—1687).
- Період восьмий — Московський (1687—1764).
- Період дев'ятий — Україна під владою Російської та Австрійської держав (1764—1907).

Натомість, у вінніпезькому виданні 1967 року (редактор З. Кондратюк) їх налічується лише п'ять:
- Період перший: початковий. (Від первісно-общинного ладу до слов'янських племен, їх побут, громадське та культурне життя.)
- Період другий: самостійно-державний до року 1340. (Початок Київської держави, княжіння руських династій, історія окремих земель, особливо Галицько-Волинського князівства, татарське нашестя, українські землі в другій половині ХІІІ і на початку XIV ст. Побут, громадській устрій та культурне життя України-Русі.)
- Період третій: литовсько-польський (1340—1654). (Правління литовських князів, а потім польських королів, козацтво, Хмельниччина, міжнародні стосунки козацьких гетьманів. Устрій, побут і культура в цей період.)
- Період четвертий: польсько-московський. (Руїна, гетьмани Право- та Лівобережної України, гетьманування Мазепи, занепад гетьманства, знищення козацького устрою, зруйнування Запорізької Січі, Задунайська Січ. Внутрішній устрій і культура.)
- Період п'ятий: російсько-австрійський. (Кріпацтво, війни на Півдні України, реформи в Австро-Угорській, пізніше в Російській імперіях, видатні постаті української культури, Кирило-Мефодіївське Братство, еміграція, революція 1905 року.)

У єдиному радянському виданні 1990 року (за редакцією Зиновія Книша, з передмовою та коментарями Віталія Сарбея) застосований поділ на дев'ять періодів.

## Перевидання
У серпні 2013 видано репринтне нецензуроване видання Історії України-Русі. Видання задумали та здійснили історичний клуб Холодний Яр та мистецька агенція «Наш Формат».

## Оцінки
- Михайло Грушевський, автор 10-томника «Історія України-Руси» написав повну роздратування розгромну рецензію на книгу Миколи Аркаса[3] Ця стаття Грушевського звалася До рецензії д. Липинського і була не так офіційною рецензією, як реплікою на змістовний і більш прихильний розбір праці Аркаса, що зробив В'ячеслав Липинський[4].
- Євген Чикаленко називав «Історію України-Русі» Аркаса «найкориснішою» після «Кобзаря» Т. Г. Шевченка[3].
- Звинувачення праці Аркаса в дилетантстві успадкувала радянська історіографія, щоправда, в часи великого терору на книгу ще й «поставили клеймо» буржуазно-націоналістичної. Показово, що перше радянське видання «Історії України-Русі» сталося 1990 року за підтримки української діаспори[1].